# Wybory parlamentarne w Danii w 2001 roku
     Sojusz Czerwono-Zielony: 4 mandaty
     Socjalistyczna Partia Ludowa: 12 mandatów
     Inuit Ataqatigiit: 1 mandat
     Tjóðveldi: 1 mandat
     Socialdemokraterne: 52 mandatów
     Siumut: 1 mandat
     Det Radikale Venstre: 9 mandatów
     Chrześcijańscy Demokraci: 4 mandatów
     Venstre: 56 mandatów
     Konserwatywna Partia Ludowa: 16 mandatów
     Farerska Partia Unii: 1 mandat
     Duńska Partia Ludowa: 22 mandatów

Wyniki wyborów:
Sojusz Czerwono-Zielony: 4 mandaty
Socjalistyczna Partia Ludowa: 12 mandatów
Inuit Ataqatigiit: 1 mandat
Tjóðveldi: 1 mandat
Socialdemokraterne: 52 mandatów
Siumut: 1 mandat
Det Radikale Venstre: 9 mandatów
Chrześcijańscy Demokraci: 4 mandatów
Venstre: 56 mandatów
Konserwatywna Partia Ludowa: 16 mandatów
Farerska Partia Unii: 1 mandat
Duńska Partia Ludowa: 22 mandatów

Wybory parlamentarne w Danii w 2001 roku zostały przeprowadzone 13 czerwca 2001 roku. Wybory wygrała liberalna partia Venstre zdobywając 31,2% głosów, co dało partii 56 mandatów w 179 osobowym Folketingu. Frekwencja wynosiła 82,8%
| Partia                       | % głosów | liczba mandatów |
| ---------------------------- | -------- | --------------- |
| Venstre                      | 31,2%    | 56              |
| Socialdemokraterne           | 29,1%    | 52              |
| Duńska Partia Ludowa         | 12%      | 22              |
| Konserwatywna Partia Ludowa  | 9,1%     | 16              |
| Socjalistyczna Partia Ludowa | 6,4%     | 12              |
| Det Radikale Venstre         | 5,2%     | 9               |
| Sojusz Czerwono-Zielony      | 2,4%     | 4               |
| Chrześcijańscy Demokraci     | 2,3%     | 4               |
| Centro-Demokraci             | 1,8%     | 0               |
| Partia Postępu               | 0,6%     | 0               |
| Pozostali                    | 0        | -               |